# Samugheo
Samugheo är en ort och kommun i provinsen Oristano i regionen Sardinien i Italien. Kommunen hade 3 018 invånare (2017).